# 尚泰久王
尚泰久（琉球語：／  ?；1415年—1460年（天順四年））是琉球國第一尚氏王朝第六代國王、第五代琉球國王。1453年至1460年在位。神號那之志與茂伊（琉球語：〔〕／ ），又稱大世主（琉球語：／ ）。他是第一尚氏王朝第五代國王尚金福王之弟。
尚金福王死後，首里城爆發志魯布里之亂，王世子志魯被殺。經金丸（後來的尚圓王）的推薦，尚泰久以王弟身份即位。1456年（景泰7年），明代宗以李秉彝、劉儉為正副冊封使至琉球﹐冊封尚泰久為王。
尚泰久王於景泰四年（1453年），仿造永樂通寶，鑄造銅錢大世通寶。
1456年，日本僧人芥隱承琥至琉球傳教，深受尚泰久王寵信。建廣嚴寺、普門寺、天龍寺。從此，琉球國開始大量修建佛寺，佛教在琉球國開始興盛起來。
1458年，鑄造萬國津梁之鐘，懸掛於首里城正殿。同年鎮壓了護佐丸阿麻和利之亂。
尚泰久王的陵墓位於今日南城市的富里（該地原屬玉城村）。

## 家族
- 父 尚巴志王
- 母 不明
- 兄弟
  - 尚忠（巴志次子）
  - 尚布里
  - 尚金福（巴志第六子）

- 妃 毛氏（護佐丸之女）
- 子女
  - 金橋王子（長子）
  - 多喜武王子（次子）
  - 尚德[1]（尚泰久第三子，受封為世子）
  - 尚武[1]（第四子）
  - 踏揚（尚泰久之女、阿麻和利之妻）

## 腳註
1. 1 2  《中山世譜·卷五·尚泰久王》：「《遺老傳》有云：尚泰久王領越來時，娶妾名叫世理休。既生男子，名稱江洲按司。傳說如此，然所謂江洲按司者，是尚德也乎？是尚武也乎？抑亦別有稱江洲按司者乎？世遠籍湮，虛實難辨。故遵世譜凡例之定規，不敢強記。是重倫闕疑之義也。闕疑之義，見於凡例，《遺老說傳》之條。」

| 尚泰久王        |                                      |               |
| 前任： 尚金福王 | 第六代第一尚氏王朝國王 1453年—1460年 | 繼任： 尚德王 |
| 前任： 尚金福王 | 第八代琉球國中山王 1453年—1460年     | 繼任： 尚德王 |